# Robert Kempner
Pour les articles homonymes, voir Kempner (homonymie).
Robert Kempner, né à Fribourg-en-Brisgau, Allemagne, le 17 octobre 1899 et mort à Königstein im Taunus, Allemagne, le 15 août 1993, est un avocat américain d'origine allemande. Il fut accusateur au procès de Nuremberg et, selon certaines sources, détint illégalement par-devers lui jusqu'à sa mort un grand nombre de pièces de ce procès, notamment le journal d'Alfred Rosenberg.

## Famille
Né de parents juifs, Walter Kempner et Lydia Rabinowitsch, il est baptisé selon le rite de l'Église luthérienne.

## Juriste allemand
Kempner fut dans les années 1920 un florissant avocat à Berlin. Il était membre de l'Union républicaine des juges, fondée en 1922. Dans une conférence de novembre 1926, Walter Simons attaqua cet organisme en soutenant que des juges sociaux-démocrates seraient portés à se considérer comme moins obligés par le droit que par la lutte des classes. Kempner devint en 1928[réf. souhaitée] conseiller juridique principal de la police prussienne. Il participa en 1924 aux poursuites menées contre Adolf Hitler et Wilhelm Frick à la suite du putsch de la Brasserie. En 1933, les nationaux-socialistes étant arrivés au pouvoir, il fut destitué de son poste par Hermann Göring. Il fut plus tard détenu deux mois dans un camp de concentration sous l'accusation d'avoir divulgué des informations sur le réarmement de l'Allemagne, réarmement interdit par le traité de Versailles. En 1935, Wilhelm Frick, à l'époque ministre de l'Intérieur, retira à Kempner la citoyenneté allemande en raison de ses origines juives.

## Émigré
D'origine juive et opposant déclaré au régime hitlérien, après avoir été brièvement détenu et interrogé par la Gestapo en 1935, Kempner quitta alors l'Allemagne pour l'Italie, puis la France et émigra aux États-Unis où il devient en 1942 un agent de renseignement du FBI.

## Accusateur à Nuremberg
Après la Seconde Guerre mondiale, Kempner retourna en Allemagne en tant que substitut du procureur général américain (assistant U.S. chief counsel) dans l'accusation au procès de Nuremberg. Une notice de l'United States Holocaust Memorial Museum dit à ce sujet : « Par un retournement du sort, Kempner allait poursuivre deux de ses anciens supérieurs et persécuteurs, Göring et Frick. (...) Kempner présenta aussi le dossier d'accusation contre son ancien vainqueur Wilhelm Frick. L'ironie de cette situation ne passa pas inaperçue de la presse américaine. Un journal titra : ‘ L'homme qu'il exila présente l'accusation contre Frick. ’. »
Kempner fut ensuite procureur au procès des ministères (1947-1948). On lui attribue la découverte du procès-verbal de Wannsee (ou protocole de Wannsee).

## Après Nuremberg
Après les procès de Nuremberg, Kempner représenta des clients juifs dans des réclamations de réparations à charge de l'Allemagne. Il apparut aussi comme témoin expert au procès d'Adolf Eichmann à Jérusalem in 1961.
Il a écrit en 1964 : « Toute prise de position à caractère propagandiste de l’Église contre le gouvernement de Hitler aurait non seulement été un suicide prémédité, mais elle aurait accéléré l'assassinat d'un nombre bien plus grand de Juifs et de Prêtres. »[réf. nécessaire]

## Détournement de pièces du procès de Nuremberg
Selon l'U.S. Immigration and Customs Enforcement (ICE), Kempner, quand son rôle à Nuremberg fut terminé, vers le milieu des années 1940, emporta des milliers de pièces du procès et les amena chez lui à Lansdowne, près de Philadelphie. Selon l'United States Holocaust Memorial Museum, l'office du procureur avait donné à Kempner l'autorisation d'emporter les pièces, mais selon l'U.S. Immigration and Customs Enforcement, la soustraction des documents par Kempner était contraire à la loi et à une procédure correcte.
Contrairement à l'U.S. Immigration and Customs Enforcement et à l'United States Holocaust Memorial Museum, Ernst Piper, biographe d'Alfred Rosenberg, a donné une version selon laquelle le véritable responsable de la soustraction des pièces serait inconnu.
Particulièrement important, parmi les documents soustraits, était le journal d'Alfred Rosenberg, un des auxiliaires de premier plan de Hitler, qui avait été condamné et pendu pour ses crimes de guerre en 1946. Le journal, écrit sur des feuilles volantes de 1936 à 1944, passa par diverses mains après la mort de Kempner, survenue en 1993, jusqu'à ce qu'on annonce qu'il avait enfin été récupéré par des agents de l'U.S. Immigration and Customs Enforcement en juin 2013,, auprès de l’ancienne secrétaire de Robert Kempner, qui habitait près de Buffalo, chez l'universitaire Herbert Richardson.
Lors du procès de Rosenberg, le Tribunal Militaire International avait décidé le 19 août 1945 de donner à la défense accès au journal, mais Alfred Thoma, avocat de Rosenberg, nota : « Kempner ne nous le remet pas. » Selon Thoma, l'accusation lui déclara que le journal était introuvable.

### Ouvrages de Kempner
- Justiz-Dämmerung : Auftakt zum Dritten Reich, sous le pseudonyme d'Eike von Repkow, Volksfunk-Verlag, J.H.W. Dietz Verlag, Berlin, 1932. Publié sous pseudonyme, Kempner étant alors fonctionnaire du ministère de l'Intérieur prussien. Réimpression en République fédérale en 1963.
- avec Carl Haensel: Das Urteil im Wilhelmstraßen-Prozess, Schwäbisch Gmünd, 1950. DNB
- Eichmann und Komplizen, Zurich / Stuttgart / Vienne, 1961. DNB
- SS im Kreuzverhör, München 1964. (Nouvelle édition, Nördlingen 1987). DNB
- Edith Stein und Anne Frank. Zwei von Hunderttausend. Die Enthüllungen über die NS-Verbrechen in Holland vor dem Schwurgericht in München. Die Ermordung der nichtarischen Mönche und Nonnen, Freiburg 1968. DNB
- Das Dritte Reich im Kreuzverhör. Aus den unveröffentlichten Vernehmungsprotokollen des Anklägers Robert M. W. Kempner, München-Esslingen 1969. DNB (Nouvelle édition Athenäum/Droste Taschenbücher Geschichte, Düsseldorf, 1980; nouvelle édition avec introduction par Hans Müller, Herbig Verlag, Munich, 2005.)
- Amerikanische Militärgerichte in Deutschland. Dans: Hans-Jochen Vogel, Helmut Simon et Adalbert Podlech (dir.): Die Freiheit des Anderen. Festschrift für Martin Hirsch, Baden-Baden 1981, p. 145-163,  (ISBN 3-789-00699-8).
- Ankläger einer Epoche. Lebenserinnerungen, en collaboration avec Jörg Friedrich, Ullstein Verlag, édition non abrégée., Francfort-sur-le-Main / Darmstadt, 1983,  (ISBN 3-548-33076-2). (Ce livre contient une liste détaillée de sources.)

### Ouvrages sur Kempner
- Gerhard Jungfer: Für Robert Kempner zum 90. Geburtstag. Friedrich-Ebert-Stiftung 1989 (Privatdruck)
- Gerhard Niederstucke: Robert M. W. Kempner: Reden zum Kempner-Gedenken in Berlin und Osnabrück aus Anlass seines 100. Geburtstages, Osnabrück, 2000.
- Dirk Pöppmann: "Jeder Prozess ist politisch." Eine politische Biografie über Robert M.W. Kempner, thèse, [Bochum], 2004 / 2005.
- Gegen Barbarei. Essays Robert M. W. Kempner zu Ehren. Hgg. Rainer Eisfeld & Ingo Müller. Athenäum, Francfort, 1989  (ISBN 3-610-08537-1)
- Eckart Conze, Norbert Frei, Peter Hayes et Moshe Zimmermann: Das Amt und die Vergangenheit. Deutsche Diplomaten im Dritten Reich und in der Bundesrepublik, Karl Blessing Verlag, Munich, 2010,  (ISBN 3-89667-430-7),  (ISBN 978-3-896-67430-2)
- Robert K. Wittman et David Kinney Le Journal du Diable, les secrets d'Alfred Rosenberg, le cerveau d'Hitler, éditions Michel Laffont, 2016 (malgré son titre, cet ouvrage contient une biographie détaillée de Robert Kempner)